# John Smyth
John Smyth (Nottinghamshire, 1570 circa – Amsterdam, 28 agosto 1612) è stato un predicatore e teologo inglese.
Già ministro della Chiesa di Inghilterra, è esponente di rilievo dell'ala radicale del puritanesimo inglese. È considerato l'antesignano, con Thomas Helwys, del movimento delle chiese battiste  per il quale costituisce la transizione fra puritanesimo e battismo. Si distingue particolarmente per la forza con la quale propugna e difende la libertà di coscienza e la democrazia ecclesiastica contro quella che considera la tirannia dell'episcopato.

## Lineamenti bibliografici
Smyth nasce nel Nottinghamshire (Inghilterra) intorno al 1570 da una famiglia di classe media ed è educato nella Grammar School di Gainsborough. Sentendo la vocazione al ministero pastorale, studia per diventare ministro di culto anglicano presso il Christ's College dell'Università di Cambridge dal 1596-al 1598, college dove l'influenza puritana era forte, conseguendo il Master of Arts nel 1595. Durante questo periodo, condivide così le idee di molti intellettuali che la Chiesa d'Inghilterra non abbia condotto abbastanza a fondo la riforma biblica della sua fede e delle sue pratiche. Per questi dissidenti (fra cui gli stessi insegnanti dello Smyth), essa era ancora "troppo cattolica", troppo ancora legata alle tradizioni considerate non bibliche del "Papismo" e che dovesse essere "purificata". Benché giunga alla consacrazione sacerdotale, lo Smyth sente di non poter svolgere il suo ministero in una chiesa dominata dalla maggioranza anglo-cattolica. Riesce a farsi nominare cappellano privato di un nobile per evitare le restrizioni e il controllo a cui sono sottoposti i preti delle parrocchie, ma la sua predicazione diventa ben presto troppo radicale e perde il posto.
Non ritenendo che la Chiesa anglicana possa essere riformata attraverso procedure istituzionali, raccoglie a Londra una comunità di dissidenti che intende sperimentare subito le auspicate riforme, "senza attendere", e fonda una comunità cristiana "separatista" (come verrà allora considerata) detta "il libero popolo del Signore". Non conformarsi, però, alle direttive ufficiali era considerato allora illegale, e la comunità si espone così alle azioni repressive delle autorità. Crescendo il numero degli aderenti a questa comunità, essa sente di doversi dividere in due gruppi per non esporsi troppo. Un gruppo si riunisce così a Scrooby (Nottinghamshire), e l'altro, condotto da Smyth, a Gainsborough. La comunità di Scrooby, condotta da John Robinson decide di emigrare in massa nei Paesi Bassi, laddove a quel tempo, caso unico in Europa, avrebbe potuto praticare liberamente le sue persuasioni. Da lì, la comunità del Robinson sarebbe poi emigrata in America, entrando nella storia sotto il nome di "Padri pellegrini", coloni della Nuova Inghilterra e promotori della nazione americana.

## Gli sviluppi in Olanda
Nel frattempo, nel 1607, la comunità di Gainsborough dello Smyth era ancor più aumentata di numero, e si trasferisce per intero, a sua volta, nei Paesi Bassi, finanziata da un ricco esponente del gruppo, Thomas Helwys (1550-1616), di professione avvocato. Ad Amsterdam alla comunità dello Smyth viene offerto di riunirsi nei locali della comunità mennonita della città, condotta da Jan Munter. Benché grati di questa ospitalità, la comunità è dapprima sospettosa dei Mennoniti, per la cattiva fama che li lega agli Anabattisti, e nemmeno aiuta la differenza di lingua degli uni e degli altri. D'altro canto anche i mennoniti sono sospettosi di questi rifugiati stranieri, considerati in genere molto litigiosi fra di loro.
Per il 1609, però, il gruppo dello Smyth, influenzato dai mennoniti stessi, si trasforma assumendo caratteristiche diverse da quelle con le quali era giunto in Olanda:
1. se prima era, come gli altri Puritani, sostanzialmente calvinista, ora passa a persuasioni arminiane, così come avevano fatto i Mennoniti
2. assumono un biblicismo ancora più marcato di prima. Smyth non permette più, per esempio, che nel culto vengano usate versioni della Bibbia in lingua volgare, ma predica traducendo estemporaneamente dalla Bibbia ebraica e dal Nuovo Testamento greco
3. cominciano a sostenere, più di qualsiasi altro gruppo puritano o separatista, la completa libertà religiosa e la separazione delle chiese dallo stato, cosa che gli Anabattisti avevano sostenuto per più di un secolo
4. giungono infine ad adottare esclusivamente il battesimo dei soli credenti, sulla base, il battesimo, cioè, di una personale professione di fede.

Nel 1608, lo Smyth, nel suo libro Il carattere della bestia, sosteneva che i sacramenti di una chiesa falsa dovessero essere altresì falsi e da respingere. Gli appartenenti alla Chiesa di Inghilterra non sarebbero più stati considerati, così, battezzati, ma eventualmente da ribattezzare.
Smyth, però, non è ancora completamente sicuro dell'ortodossia dei Mennoniti (non era sicuro che fossero "una vera chiesa"), così, invece di farsi battezzare da loro, la sua comunità si dissolve per riorganizzarsi sulla base di un patto fraterno e del battesimo dei credenti. Lo Smyth si battezza da solo con un secchio d'acqua ed un mestolo, procedendo a sua volta a battezzare il resto della comunità. Questo auto-battesimo (o "se-battesimo", come verrà poi chiamato) scandalizza allora non poche persone. "Nemmeno Gesù aveva battezzato sé stesso" (dicono i suoi critici). In ogni caso lo Smyth concorda con i Mennoniti quasi del tutto, accogliendo il loro pacifismo e il rifiuto del giuramento, e cerca di fondere le due comunità. Dai mennoniti lo Smyth eredita anche la peculiare loro cristologia non del tutto ortodossa (simile al Docetismo).
Il compagno Thomas Helwys non vede però di buon occhio questi cambiamenti e con diversi altri si allontana dalle persuasioni e pratiche dello Smyth. Considera il loro battesimo originale (anglicano) come valido e non vuole alcun nuovo battesimo. Helwys, come avvocato, non concorda né con il rifiuto completo del giuramento, né con il pacifismo assoluto dei Mennoniti, sostenendo il diritto dei governi alla legittima difesa armata e ammettendo il concetto di "guerra giusta". Inoltre Helwys crede che se la comunità si fosse fusa in Olanda con i Mennoniti, la loro residenza in quel paese sarebbe stata considerata permanente e non temporanea. Helwys sosteneva che fosse loro dovere ritornare in Inghilterra e testimoniare lì della loro fede. Alla fine, però, la maggioranza segue lo Smyth e diventa mennonita (a tutt'oggi il nome dello Smyth è considerato un anziano della chiesa mennonita). Helwys e 10 altri ritornano però nel 1611 in Inghilterra e fondano la prima comunità battista su suolo inglese a Spitalfields, fuori Londra. Questi primi battisti, però, conservando persuasioni arminiane, saranno chiamati "Battisti generali", in distinzione dai "battisti particolari" che sorgeranno un secolo più tardi, di stretta osservanza calvinista.
La vicenda dello Smyth e del suo gruppo si sposta così dall'Anglicanesimo per assumere un carattere decisamente mennonita, mentre quella del compagno Helwys sarà maggiormente legata allo sviluppo del Battismo.
Lo Smyth muore di tubercolosi ad Amsterdam nel 1612 quando ancora erano in corso i negoziati per l'adesione della sua comunità ai mennoniti olandesi (chiamati Waterlanders). La fusione delle due comunità avverrà solo nel 1615.

## Altre caratteristiche del pensiero dello Smyth
Il pensiero dello Smyth, "dalla mente singolarmente aperta", è stato considerato eccezionalmente creativo e originale. Oltre alle caratteristiche citate, esso influisce sul movimento battista anche per altre sue caratteristiche peculiari.
Per quanto riguarda il culto comunitario, lo Smyth abbandona il sistema liturgico dell'Anglicanesimo sostenendo che il vero culto debba provenire solo dal cuore e che l'idea di liturgia sia un'invenzione dell'uomo peccatore. Promuove così l'abbandono di libri liturgici in favore di un culto comunitario libero e spontaneo, guidato dallo Spirito Santo, quello che chiama "il culto spirituale", in ogni caso dotato di una struttura minima. Il culto poteva così comprendere fino a cinque oratori, e durare dalle otto della domenica mattina fino a mezzogiorno, chiudendosi con una colletta per i poveri. Era previsto un secondo culto, alle 2 del pomeriggio, che durava fino alle sei di sera e che si chiudeva con l'espletamento di questioni riguardanti l'amministrazione della comunità.
In secondo luogo, Smyth introduce l'idea che la comunità debba essere condotta soltanto da due tipi di ufficiali, il pastore ed i diaconi, a differenza del sistema presbiteriano e riformato che prevede: pastore-anziano, laici-anziani, e diaconi. Il potere reale doveva essere investito, però, soltanto nella comunità riunita in assemblea, "secondo gli ideali del Nuovo Testamento", comunità in cui i membri sottoscrivono un patto fraterno e che quindi doveva essere regolata da una seria disciplina. Il battesimo rappresentava non solo una confessione di fede, ma anche l'assunzione, da parte del credente, di un preciso impegno nell'ambito della comunità cristiana.
Respinge inoltre la dottrina del peccato originale e sostiene il diritto di ogni cristiano a coltivare liberamente le proprie idee religiose, opponendosi al "potere eccessivo" dei leader ecclesiastici. Smyth sviluppa le sue persuasioni sulla libertà religiosa solo più tardi. Nel 1605 predicava che: "Quando c'è tolleranza di molte religioni, il regno di Dio è respinto a spallate dalla porta dal regno del diavolo". Prima della sua morte nel 1612, però, Smyth scrive una confessione di fede ed un breve trattato dal titolo: "L'ultimo libro di John Smyth, chiamato la ritrattazione dei suoi errori e la conferma della verità". Nell'articolo 84 della Confessione di fede, Smyth scrive che: "Il magistrato non deve impicciarsi di religione o in questioni di coscienza in virtù del suo ufficio, oppure forzare e costringere persone in una forma di religione o dottrina". Questo esprime la comprensione matura dello Smyth sulla natura della libertà religiosa e della separazione fra chiesa e stato. Sarebbe stata un'idea peculiare che i suoi seguaci avrebbero diffuso più largamente.